# Ekaterina Michajlovna Dolgorukova
Ekaterina Michajlovna Dolgorukova, in russo Екатерина Михаиловна Долгорукова? (Castello di Tieplovka, 14 novembre 1847 – Nizza, 15 febbraio 1922), è stata per lungo tempo l'amante dello zar Alessandro II di Russia ed in seguito ne divenne la moglie morganatica, venendo creata Principessa Jurievskaja (in russo Светлейшая княгиня Юрьевская?).

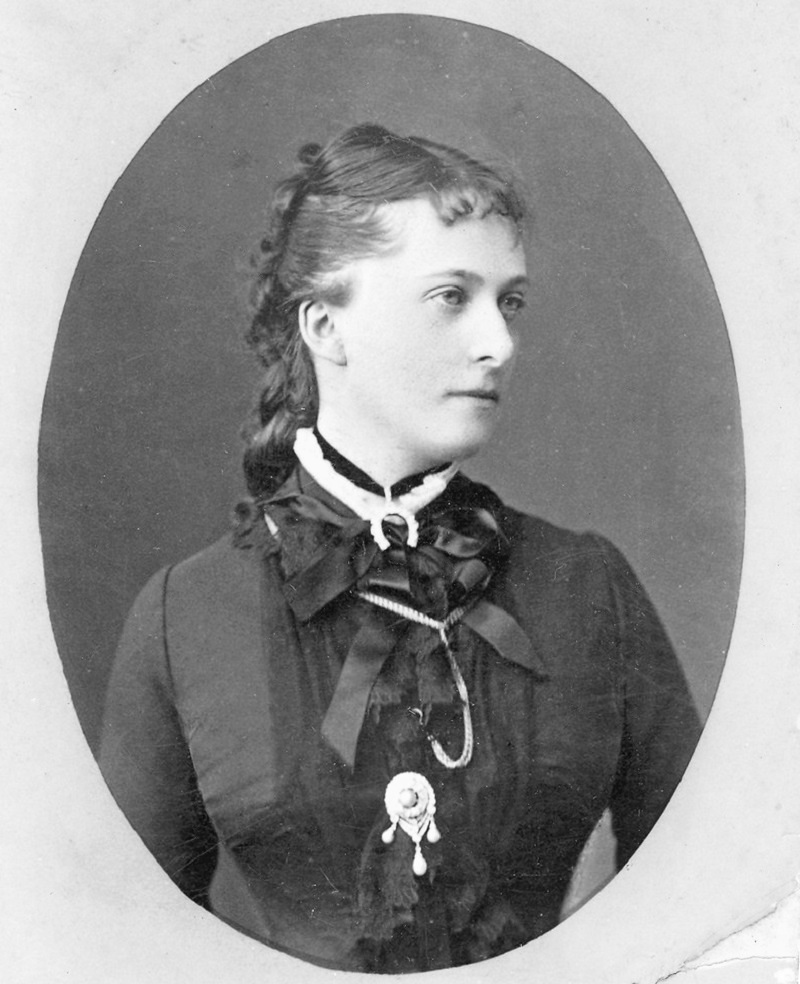
La principessa Ekaterina Michajlovna Dolgorukova; una fotografia degli anni 1880 da Sergej L'vovič Levickij e Rafail Sergeevich Levitsky. La collezione privata Di Rocco Wieler, Toronto, Canada

Alessandro ed Ekaterina avevano già avuto tre figli quando si unirono in matrimonio il 6 luglio 1880, un mese e tre giorni dopo la morte dell'imperatrice Maria Massimiliana d'Assia-Darmstadt, avvenuta il 3 giugno. Un quarto figlio morì infante. Ekaterina rimase vedova quando lo Zar venne assassinato il 1º marzo 1881 dai membri del gruppo anarchico Volontà del popolo.

## Origini
Ekaterina era la figlia del principe Michail Mikhajlovič Dolgorukov, e di sua moglie, Vera Gavrilovna Višnevskaja. Suo padre era nipote di Aleksej Grigor'evič Dolgorukov, noto per la sua vicinanza a Pietro II. Sua madre era la sorella di Fëdor Gavrilovič Višnevskij.
Sua nonna materna, Sof'ja, era la figlia dell'ammiraglio José de Ribas, fondatore della città di Odessa.

## Relazione con lo Zar
Nata a Schloss Tieplowka in Volinia, Caterina incontrò Alessandro per la prima volta quando lei aveva dodici anni e lui andò a far visita a suo padre nella sua tenuta.
All'epoca lo Zar la vide unicamente come una piccola ragazzina e probabilmente la dimenticò poco dopo l'incontro.
Dopo la morte di suo padre, che aveva lasciato la famiglia senza risorse, Caterina e le sue sorelle vennero inviate all'Istituto Smol'nyj per Nobili Fanciulle di San Pietroburgo, una scuola per ragazze di nascita aristocratica.
Alessandro pagò per la loro educazione e per quella dei loro quattro fratelli; in seguito egli la incontrò nuovamente quando ella aveva sedici anni, durante una visita ufficiale alla scuola nell'autunno 1864 e ne rimase immediatamente affascinato. Un contemporaneo descrisse la giovane Principessa come «di media altezza, con una figura elegante, serica pelle d'avorio, gli occhi di una gazzella impaurita, una bocca sensuale, e trecce castano chiaro». Alessandro andò a visitarla nuovamente all'istituto e la portava fuori per delle passeggiate in carrozza. Caterina aveva delle idee liberali, formate in parte durante il suo periodo a scuola, e ne discusse con lo Zar; in seguito egli si mosse per farla diventare una dama di compagnia di sua moglie, che soffriva di tubercolosi. Caterina amava lo Zar e le piaceva la sua compagnia, ma non voleva diventare una di una lunga serie di amanti. Benché sia la madre che la direttrice dell'Istituto Smolny la incoraggiassero a cogliere l'occasione di migliorare la propria condizione di vita, e quella della sua famiglia, Caterina ed Alessandro non divennero veramente intimi almeno fino al luglio del 1866, quando ella venne mossa a compassione nei confronti dell'Imperatore per la morte del figlio maggiore, lo zarevic Nikolaj Aleksandrovič, e per un tentativo di assassinio. La madre di Caterina era morta due mesi prima; quella sera, come ricordò in seguito nelle sue memorie, lo Zar le disse: «Ora tu sei la mia moglie segreta. Io giuro che se mai sarò libero, ti sposerò».

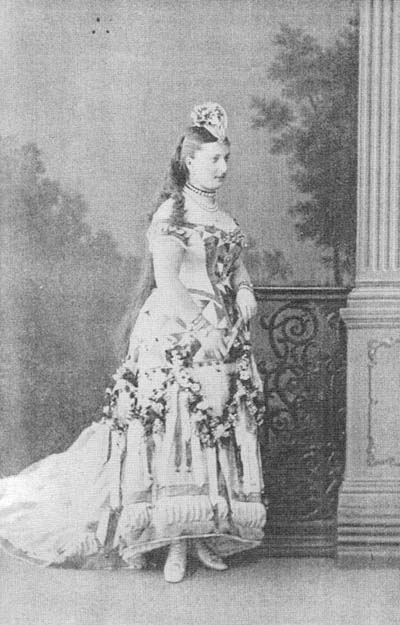
Caterina nel 1866

Lo Zar insistette che Caterina ed i loro figli rimanessero nelle sue vicinanze; egli la incontrava tre o quattro volte la settimana quando lei veniva scortata dalla polizia in un appartamento privato del palazzo d'Inverno. Inoltre si scrivevano una volta al giorno, ed alcune volte anche più spesso, spesso discorrendo del piacere provato nel fare l'amore. In una lettera lunga ventotto pagine, scritta dalla Principessa mentre era incinta, ella chiese allo Zar di rimanerle fedele «perché so che sei capace in un momento quando vuoi farlo, di dimenticarti di desiderare solo me, e di andare a farlo con un'altra donna». Ventinove delle precedenti appassionate lettere, non ancora pubblicate, che la coppia si scriveva vennero messe all'asta nel maggio 2007 per somme altissime. Alessandro fece un ritratto dell'amante nuda, le affittò una casa a San Pietroburgo, e pensava a lei costantemente; in ogni caso, era necessario mantenere segreto il tutto. Non firmavano mai le lettere che si inviavano con i loro veri nomi ed utilizzavano la parola in codice "bingerle" per riferirsi all'atto sessuale. Nel febbraio 1876, quando iniziarono le doglie del suo terzo figlio, Boris, Caterina insistette per essere trasportata al palazzo d'Inverno, dove diede alla luce il piccolo nelle stanze dell'Imperatore, ma il bambino venne riportato nell'abitazione privata di Caterina mentre lei si riprendeva dal parto, convalescenza che durò nove giorni. Boris prese però freddo e morì poche settimane dopo.
La loro relazione incontrò però la forte disapprovazione della famiglia imperiale e della corte. Caterina venne accusata di tramare per diventare imperatrice e di influenzare Alessandro verso il liberalismo; venne inoltre calunniata di essere in combutta con uomini d'affari senza scrupoli. Alcuni membri della famiglia temevano che i figli di Caterina potessero soppiantare i figli legittimi dello Zar. Alessandro II, stanco di sentire continue critiche velate da parte dei suoi parenti, poco dopo il suo matrimonio, scrisse alla sorella Olga, regina del Württemberg, dicendo che Caterina non aveva mai interferito con gli affari di corte, nonostante i pettegolezzi che la riguardavano. «Lei preferisce rinunciare a tutti i divertimenti e piaceri sociali così desiderati dalle giovani signore della sua età [...] e ha dedicato la sua intera vita ad amare e prendersi cura di me, senza interferire in alcuna questione, nonostante i molti tentativi di coloro che volevano disonestamente usare il suo nome, lei vive solo per me, dedita ad educare i nostri figli».
Temendo che potesse essere presa di mira da alcuni assassini, Alessandro fece trasferire Caterina ed i loro figli al terzo piano del palazzo d'Inverno verso la fine del 1880. I cortigiani sparsero storie sul fatto che la Zarina morente era obbligata a sentire i rumori dei bambini di Caterina che si muovevano sopra la sua testa, ma le loro stanze erano effettivamente molto distanti da quelle occupate dall'Imperatrice. Nonostante Alessandro II l'avesse tradita numerose volte in passato, la sua relazione con Caterina iniziò dopo che sua moglie Maria, con cui ebbe otto figli, smise di avere rapporti con lui su consiglio del suo medico. La Zarina chiese anche di incontrare i figli nati dall'unione e lo Zar accompagnò al suo capezzale i due maggiori, George e Olga, e Maria li baciò e benedisse entrambi; sia lei che lo Zar piansero durante l'incontro.
Alessandro II disse alla propria famiglia che aveva deciso di sposare la principessa Dolgorukova immediatamente dopo essere rimasto vedovo perché temeva di venire assassinato e ciò avrebbe lasciato Caterina senza niente. Il matrimonio fu però impopolare sia presso la famiglia imperiale che presso il popolo, ma l'Imperatore obbligò tutti ad accettarlo. Alessandro concesse quindi a Caterina il titolo di Principessa Jurievskaja e legittimò i loro figli, benché non avessero comunque alcun diritto di successione al trono in quanto frutto di un matrimonio morganatico.
Alcuni cortigiani descrissero Caterina come «volgare e brutta» ed erano risentiti per il fatto che avesse preso il posto della loro defunta zarina. Uno di questi, Konstantin Pobedonostsev, scrisse che «gli occhi, in sé stessi, sarebbero stati attraenti, ritengo, solo che il loro sguardo non aveva profondità – del tipo in cui trasparenza e ingenuità si incontrano con mancanza di vitalità e stupidità [...] Quanto mi affligge vederla al posto della cara, saggia, e graziosa Imperatrice!» In ogni caso lo Zar era contento di essere riuscito infine a sposare la sua amante e di portare allo scoperto la loro relazione; nelle sue memorie, il granduca Aleksandr Michajlovič di Russia scrisse che Alessandro si comportava come un ragazzino in presenza di Caterina ed anche lei sembrava adorarlo.
Ad un certo punto, durante una riunione famigliare, lo Zar chiese a George, il figlio maggiore avuto da Caterina, se avesse desiderato diventare un granduca. «Sasha, per amor di Dio, lascia perdere!», lo redarguì Caterina, ma la battuta alimentò i timori della famiglia che lo Zar facesse della moglie morganatica la sua imperatrice e soppiantasse i suoi eredi legittimi con quelli della sua seconda famiglia. La famiglia si risentì anche quando udirono Caterina rivolgersi al marito con il diminutivo Sasha. Il granduca Aleksandr Michajlovič scrisse che suo padre, il granduca Michail Nikolaevič, era dispiaciuto che la famiglia imperiale trattasse Caterina così freddamente.
Benché fossero felici assieme, la difficile situazione politica e le costanti minacce di un assassinio stesero un'ombra sopra la loro vita insieme. Il 1º marzo 1880 un'esplosione scosse la sala da pranzo del palazzo d'Inverno; Alessandro corse nelle stanze di Caterina gridando «Katia, mia adorata Katia!». Lei era illesa, così come la Zarina morente, che molto malata non si accorse dell'attacco. Il cognato di Alessandro, il principe Alessandro d'Assia e del Reno, che era presente durante l'attentato, osservò amaramente che lo Zar si era dimenticato che la moglie, sua sorella, era anch'essa a palazzo e che avrebbe potuto rimanere ferita anche lei nell'incidente.

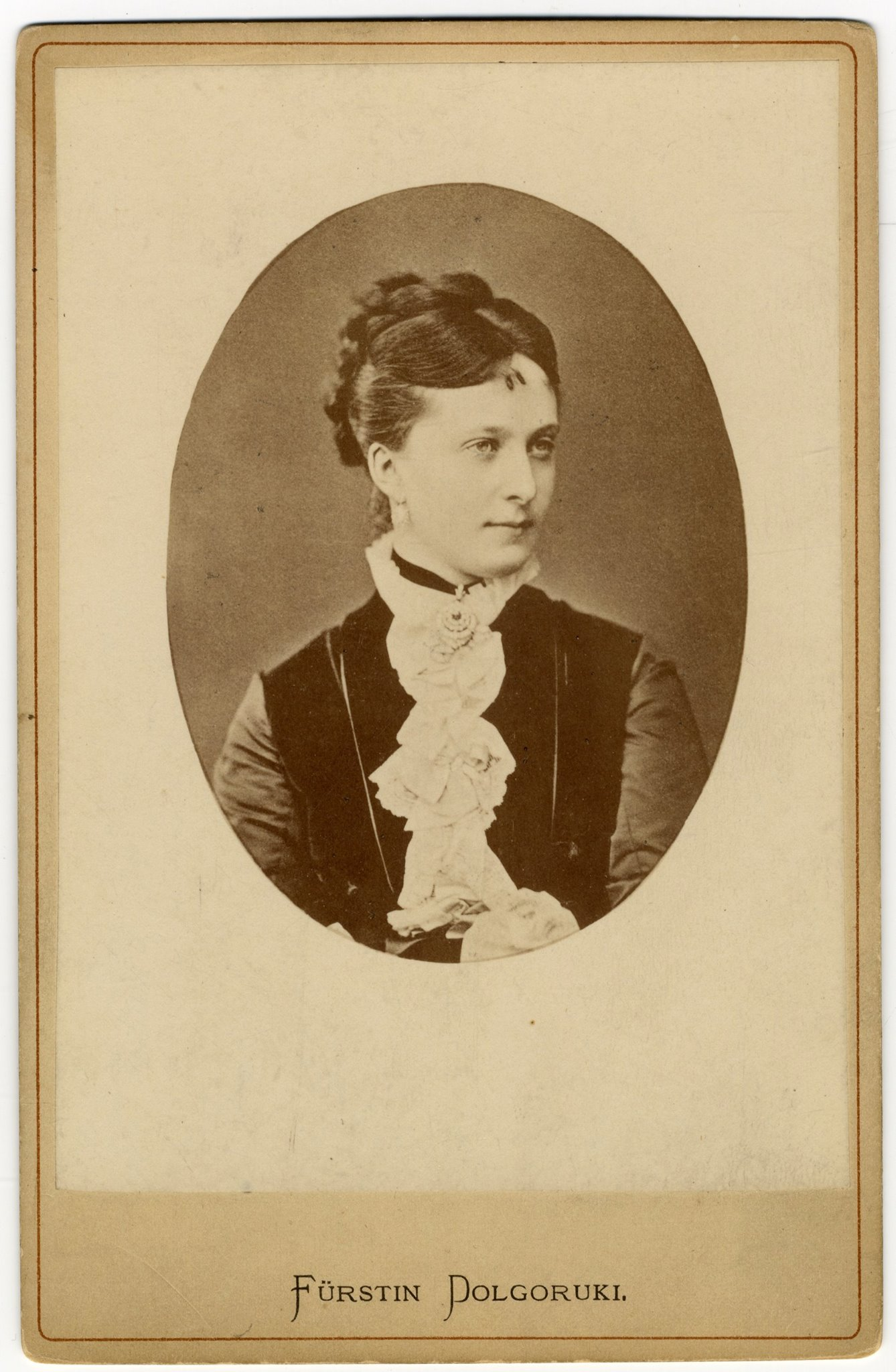
Caterina in una fotografia del 1900

Un anno dopo, il giorno in cui Alessandro venne assassinato, Caterina lo pregò di non uscire perché aveva una premonizione che gli sarebbe capitato qualcosa; egli la tranquillizzò facendo l'amore con lei su una tavola nelle sue stanze e lasciandola poco dopo. Nel giro di poche ore rimase mortalmente ferito e venne riportato a palazzo, ferito e sanguinante. Quando sentì la notizia, Caterina corse semi-vestita nella stanza dove stava morendo e cadde sul suo corpo piangendo e mormorando «Sasha! Sasha!». Nel suo libro di memorie, il granduca Aleksandr Michailovič ricorda che il négligé bianco e rosa che stava indossando era zuppo del sangue di Alessandro II.
Al funerale dello Zar, Caterina ed i suoi tre figli furono obbligati a stare in un atrio della chiesa e non poterono far parte della processione della famiglia imperiale. Vennero inoltre obbligati a partecipare ad un diverso funerale di massa rispetto al resto della famiglia.

## Vita matura
Dopo la morte di Alessandro II, la Principessa Jurievskaja ricevette una pensione di circa 3,4 milioni di rubli e acconsentì ad abbandonare il proprio diritto di vivere al palazzo d'Inverno o in qualsiasi altra residenza imperiale in Russia in cambio di un'abitazione separata per lei ed i suoi tre figli. Si stabilì quindi a Parigi e sulla Riviera, dove si distinse per essere un'intrattenitrice alla moda e per avere un vagone ferroviario personale e venti persone al suo servizio; ciononostante la famiglia Romanov continuò a guardare a lei ed ai suoi figli con disdegno.
Il nuovo zar Alessandro III aveva una spia che seguiva Caterina e gli inviava rapporti sulle sue attività in Francia. Il granduca Georgij Aleksandrovič accampò una malattia come scusa per evitare di socializzare con lei nel 1895. Lo zar Nicola II riportò che Caterina si offese quando egli si rifiutò di essere il testimone al matrimonio della figlia Olga con il Conte di Merenberg, nella primavera del 1895; sua madre, l'imperatrice madre Maria Feodorovna, era rimasta costernata all'idea, cosicché lo Zar declinò la proposta.
L'esperienza di George, figlio di Caterina, nella marina russa fu un totale fallimento, ma gli venne offerto un posto nella scuola di cavalleria, come scrisse il granduca Aleksej Aleksandrovič alla Principessa.
Caterina sopravvisse al marito per 41 anni e morì proprio quando i suoi soldi stavano per esaurirsi.

## Figli

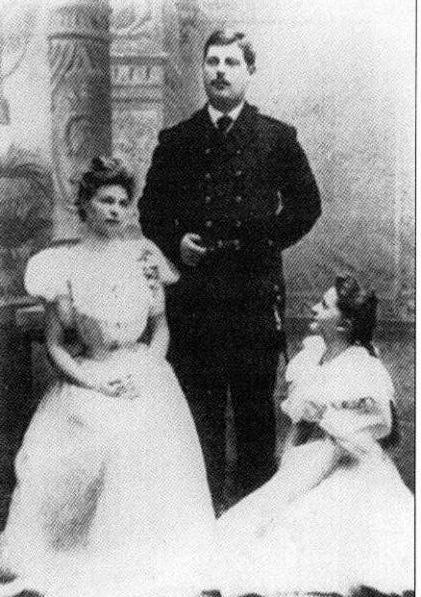
Georgij, Olga e Ekaterina Jurievskij

Caterina ed Alessandro II ebbero quattro figli, a cui venne concesso il titolo di principe o principessa (in russo knyaz o knyaginya):
- Georgij Aleksandrovič Jur'evskij (12 maggio 1872 - 13 settembre 1913); sposò Alessandra von Zarnekau, contessa di Zarnekau, figlia di Constantino di Oldenburg, e di Agrafena Djaparidze, contessa di Zarnekau;
- Ol'ga Aleksandrovna Jur'evskaja (7 novembre 1873 - 10 agosto 1925); sposò Giorgio Nicola di Nassau, conte di Merenberg;
- Boris Aleksandrovič Jur'evskij (23 febbraio 1876 – 11 aprile 1876).
- Ekaterina Aleksandrovna Jur'evskaja (9 febbraio 1878 - 22 dicembre 1959); sposò in prime nozze il principe Aleksandr Vladimirovič Bariatinskij ed in seguito il principe Sergej Platonovič Obolenskij.

## Cultura di massa
La storia di Ekaterina Michajlovna Dolgorukova venne trasposta cinematograficamente due volte:
- Katia, del 1938, diretto da Maurice Tourneur;
- Katia, regina senza corona, del 1959, con la regia di Robert Siodmak, interpretato da Romy Schneider.

La principessa Marta Bibesco scrisse una biografia di Caterina; questo testo potrebbe essere stato utilizzato come base per il film del 1938. La traduzione inglese a cura di Priscilla Bibesco venne pubblicata nel 1939.